# Рајко Петров Ного
Рајко Петров Ного (Борија, 13. мај 1945 — Београд, 28. новембар 2022) био је српски пјесник, есејиста и књижевни критичар. Био је редовни члан Академије наука и умјетности Републике Српске и члан Сената Републике Српске.

## Биографија
Рођен је по завршетку Другог светског рата, од оца Петра и мајке Стане, у Загорју, у старој Херцеговини. Старином је од Рашевића (где припада и Марко Миљанов) из племена Кучи у Црној Гори. Средње име Петров узео је по оцу. Презиме Ного је узето од једног надимка Рашевића.
Као дечак дошао је из родних Борија у Сарајево и ту започео школовање. Након основне школе завршио је Учитељску школу у Сарајеву, дипломирао је Југословенску књижевност и српскохрватски језик на сарајевском Филозофском факултету, а магистрирао на Филолошком факултету у Београду. Радио је као уредник у издавачком предузећу „Веселин Маслеша“ 1972—1982, затим као уредник београдског БИГЗ-а 1982—1999. године.
Преселио се 1982. године из Сарајева у Београд.
Од 2000. године предавао је поезију и критику на Филозофском факултету Универзитета у Источном Сарајеву. За дописног члана Академије наука и умјетности Републике Српске изабран је 27. јуна 1997, а за редовног 21. јуна 2004. године Био је члан Удружења књижевника Србије. Управни одбор Удружења књижевника Србије га је 30. марта 2012. године предложио за дописног члана Српске академије наука и уметности.
Био је члан је првог сазива Сената Републике Српске од 1997, а поново је изабран 9. априла 2009. године.
Залагао се за употребу ћирилице за коју је сматрао да је више од идентитета.
Преминуо је 28. новембра 2022. године у Београду.

## Признања
Добитник је следећих награда:
1. Награда „Алекса Шантић”,
2. Награда „Печат вароши сремскокарловачке”, за песму „Хроми Хефест”, 1967.
3. Бранкова награда, за књигу песама Зимомора, 1968.
4. Змајева награда, за књигу песама Планина и почело, 1978.
5. Награда „Исидора Секулић”, за књигу песама Зимомора, 1984.
6. Награда „Бранко Миљковић”, за књигу песама Лазарева субота, 1989.
7. Награда „Ђура Јакшић”, за књигу песама Лазарева субота, 1990.
8. Награда „Милан Ракић”, за књигу песама Лазарева субота, 1990.[9] ‍:102
9. Награда „Бранко Ћопић”, за књигу песама На капијама раја, 1994.
10. Награда „Свети Сава”, за књигу песама Лазарева субота и други дани, 1994.[9] ‍:195
11. Дучићева награда, за књигу песама На капијама раја, 1995.[9] ‍:81
12. Награда „Заплањски Орфеј”, за песму „Недремано око”, 1999.[9] ‍:60
13. Награда „Беловодска розета”, 2001.
14. Награда „Пјесник – свједок времена”, за укупан допринос поезији, 2001.[9]‍:180
15. Награда „Златни крст кнеза Лазара”, 2001.
16. Велика базјашка повеља, 2001.[9]‍:30
17. Повеља Видовданских пјесничких сусрета, Соколац, 2001.[9]‍:36
18. Награда „Скендер Куленовић”, за књигу Најлепше песме, 2002.[10]‍:225
19. Награда „Златни сунцокрет”, за књигу песама Недремано око, 2002.
20. Награда „Меша Селимовић”, за књигу песама Недремано око, 2002.
21. Награда Вукове задужбине, за књигу песама Недремано око, 2003.
22. Награда „Жичка хрисовуља”, 2003.
23. Награда „Песничко успеније”, 2004.[11]‍:136
24. Награда „Одзиви Филипу Вишњићу”, 2004.[11]‍:151
25. Награда „Светозар Ћоровић”, за књигу Јечам и калопер, 2006.[11]‍:177
26. Награда „Шантићев шешир и штап”, Невесиње, 2007.[11]‍:199
27. Награда „Десанка Максимовић”, 2009.
28. Награда „Извиискра Његошева”, за књигу Не тикај у ме, 2010.[10]‍:93
29. Награда „Ђуро Дамјановић”, Удружење књижевника Српске, за књигу Запиши и напиши, 2012.[12]
30. Награда „Печат времена”, за књигу Запиши и напиши, 2012.[10]‍:200
31. Награда „Шушњар”, за књигу Човјек се враћа кући, 2012.[10]‍:259
32. Награда „Душко Трифуновић”, 2014.[10]‍:74
33. Плакета са ликом Симе Матавуља, Удружење књижевника Србије, 2015.[10]‍:246
34. Награда „Деспотица мати Ангелина”, за књигу Преко пепела, 2015.[13]
35. Награда „Марко Миљанов”, за књигу Преко пепела, 2016.[14]
36. Кочићева награда, 2018.[15]
37. Награда „Лазар Вучковић”, 2018.[16]
38. Награда „Јелена Балшић”, 2019.[17]
39. Велика награда „Иво Андрић”, Андрићев институт, за књигу Сонет и смрт, Вишеград, 2019.[18]
40. Дисова награда, 2020.[19]
41. Повеља Матице српске за неговање српске језичке културе, 2023.[20]

## Дјела
До краја 2007. објавио је 52 књиге.

### Поезија
Објавио је збирке пјесама:
- Зимомора, (1967)
- Зверињак, (1972)
- Родила ме тетка коза, пјесме за дјецу, (1977)
- Безакоње, (1977)
- Планина и почело, (1978)
- Колиба и тетка коза, пјесме за дјецу (1980)
- На крају миленија, (1987)
- Лазарева субота, (1989)
- Лазарева субота и други дани, (1993)
- На капијама раја, (1994)
- Лирика, (1995)
- Мало документарних детаља, (1998)
- Нек пада снијег господе, (1999)
- Најлепше песме Рајка Петрова Нога, (приредио Ђорђо Сладоје) (2001)
- Неодремано око, (2002)
- Није све пропало, (2004)
- У Вуловоме долу, (изабране и нове пјесме) (2005)
- Јечам и калопер — глоса, (2006)
- Не тикај у ме, (2008)
- Човек се враћа кући, (избор) (2010)

### Критике, есеји и студије
- Дела Рајка Петрова Нога (пет књига): Песме, Песме и ноте – Песме за децу, Есеји, Критике, Антологија српских јуначких пјесама, Завод за уџбенике и наставна средства Републике Српске, Српско Сарајево (2003)
- Антологија Српске јуначке пјесме, (десет издања)
- Антологија новијег српског песништва, Слово, Врбас (1998)
- Јеси ли жив, (1973)
- Обиље и расап материје, (1978)
- На Вуковој стази, (1987)
- Сузе и соколари, (2003)
- Запиши то, Рајко,
- Запиши и напиши, Београдска књига, Београд (2012)
- Пјесме Алексе Шантића,
- Поезија Јована Дучића,
- Поезија и прозу Бранка Ћопића,
- Очи на оба света, избор из поезије и путописне прозе Јована Дучића
- Сонети и поеме Скендера Куленовића, (2010)
- Приче код воде Ћамила Сијарића,